# Сервій Сульпіцій Гальба (понтифік)
Се́рвій Сульпі́цій Га́льба (лат. Servius Sulpicius Galba; ? — 199 до н. е.) — політичний діяч часів Римської республіки, курульний едил і понтифік.

## Життєпис
Походив з патриціанського роду Сульпіціїв. Син Сервія Сульпіція Гальби. Про його молоді роки відсутні відомості. Кар'єрі сприяв брат Публій Сульпіцій Гальба Максим, який у 211 році до н. е. першим серед Сульпіціїв Гальб став консулом.
У 209 році до н. е. обрано курульним едилом. У 205 році до н. е. був членом римського посольства на чолі із Марком Валерієм Левіном до пергамського царя Аттала I, який надав дозвіл перевести статую Великої Матері (Кібели) з міста Песінунта до Риму.
У 203 році до н. е. після смерті Квінта Фабія Максима Веррукоза кооптовано до членів колегії понтифіків. Помер Гальба у 199 році до н. е.

## Родина
- Сервій Сульпіцій Гальба, претор 187 року до н. е.